# 马来西亚大学英文水平鉴定考试
马来西亚大学英文水平鉴定考试（英語：Malaysian University English Test, MUET）是由马来西亚考试委员会（Malaysian Examinations Council；）所举办的英语能力测验。MUET文凭主要被马来西亚和新加坡学府所承认。除了这两个国家以外，还有少数国外大学承认MUET文凭。
大多数参加MUET考试的考生都是为了申请入读公立和私立大学和学院。 MUET是申请入读马来西亚所有公立大学和学院的必须条件之一。大多数的马来西亚大学或研究所要求本地和外国学生在申请入读时需提出过一定标准的MUET考试成绩。MUET文凭也被新加坡国立大学、南洋理工大学、新加坡管理大学、东伦敦大学、曼彻斯特城市大学、格罗斯特郡大学、罗伯特戈登大学、上爱荷华大学、名古屋大学、香港科技大学、香港浸会大学、香港理工大学和联合国际学院等马来西亚以外的部分大学所接受和承认 。 
马来西亚考试委员会将MUET的考试会场设立于有开办中六课程的公立中学 、大学预科学院（英語：Matriculation Colleges）、一些大学以及私立和半私立学院内。从2012年开始，MUET于每年的三月，七月和十一月进行测试。 
大多数的大学和学院都为不同的课程设定了不同的成绩要求。在马来西亚，学生们至少都需要MUET 3级文凭才能申请入读公立和私立大学，而医学、法律、TESL、英语语言学和英语文学等专业科系的学生则需要至少获得4级。
部分政府公务员如警察、教师和行政人员等也会参与MUET考试以获得晋升机会。
考生通常需要通过其所在的教育机构进行报名参与MUET考试，而私人考生则需要在州教育部进行报名，MUET考试报名费为100马币。考生也可以通过马来西亚考试委员会网站在线注册报名MUET。尽管马来西亚政府已从2007年开始取消公共考试的费用 ，但MUET仍将续为付费考试。从2012年起，MUET每年在3月、7月和11月进行三次测试。每次平均有85,000名考生参加MUET. 

## MUET 测试结构
MUET考试由以下四个部份组成 。自2021年起，MUET實行了改革並使用了新的評分於分級標準。
- 听试（800/1）
- 口试（800/2）
- 阅读理解（800/3）
- 写作（800/4）

## 评分和评分等级
自2021年起，MUET考試每個項目的滿分為90分，總分滿分為360。總得分將分為9級（包括半級）。最高為5+級，而最低級為1級。
| 總分      | 級別 | CEFR | 水平 | 歐洲共同語言參考標準 |
| --------- | ---- | ---- | ---- | --- |
| 331 - 360 | 5+   | C1+  | 精通 | 能理解包括要求、長篇文章、或意義含蓄的廣泛訊息，自然而流暢的表達，而沒有明顯的詞窮狀況發生，懂得彈性並有效率的運用語言在社交、學術、專業目的之上，對於複雜的主題能產生清晰且架構良好、細節性的文字，展現收放自如的組織形式、連結和精巧的策略。                           |
| 294 - 330 | 5.0  | C1   | 精通 | 能理解包括要求、長篇文章、或意義含蓄的廣泛訊息，自然而流暢的表達，而沒有明顯的詞窮狀況發生，懂得彈性並有效率的運用語言在社交、學術、專業目的之上，對於複雜的主題能產生清晰且架構良好、細節性的文字，展現收放自如的組織形式、連結和精巧的策略。                           |
| 258 - 293 | 4.5  | B2   | 獨立 | 能理解複雜文章段落的具體和抽象主旨，包括技巧地討論自己專門的領域，可自然而流暢地和該語言的母語使用者進行例行互動。可以針對廣泛的主題說出清晰、細節性的文字，並且可對於一個議題提出解釋與利弊分析或是各式各樣的想法。                                                     |
| 211 - 257 | 4.0  | B2   | 獨立 | 能理解複雜文章段落的具體和抽象主旨，包括技巧地討論自己專門的領域，可自然而流暢地和該語言的母語使用者進行例行互動。可以針對廣泛的主題說出清晰、細節性的文字，並且可對於一個議題提出解釋與利弊分析或是各式各樣的想法。                                                     |
| 164 - 210 | 3.5  | B1   | 獨立 | 能理解自己在工作、學習環境、休閒環境等等遇到熟悉的事物做出理解，能在該語言使用地區旅遊時對應各種可能的狀況，也可以對於自己感興趣或熟知的的事物提出簡單的相關資訊，另外還能夠描述經驗、事件、夢境、願望和雄心大志，並能對自己的意見或計劃做出簡略的解釋。                 |
| 123 - 163 | 3.0  | B1   | 獨立 | 能理解自己在工作、學習環境、休閒環境等等遇到熟悉的事物做出理解，能在該語言使用地區旅遊時對應各種可能的狀況，也可以對於自己感興趣或熟知的的事物提出簡單的相關資訊，另外還能夠描述經驗、事件、夢境、願望和雄心大志，並能對自己的意見或計劃做出簡略的解釋。                 |
| 82 - 122  | 2.5  | A2   | 初學 | 能理解在最貼近自己的環境中經常被使用的表達方式或語句，例如非常基本的個人和家庭資料、購物、區域地理、和就業，能與人溝通簡單而例行性的工作，這類工作通常只需要簡單而直接的日常訊息，另外，這個等級的學習者，能夠用粗淺的詞語描述自身背景、以及最貼近自己的環境之中的事物。 |
| 36 - 81   | 2.0  | A2   | 初學 | 能理解在最貼近自己的環境中經常被使用的表達方式或語句，例如非常基本的個人和家庭資料、購物、區域地理、和就業，能與人溝通簡單而例行性的工作，這類工作通常只需要簡單而直接的日常訊息，另外，這個等級的學習者，能夠用粗淺的詞語描述自身背景、以及最貼近自己的環境之中的事物。 |
| 1 - 35    | 1.0  | A2   | 初學 | 能理解在最貼近自己的環境中經常被使用的表達方式或語句，例如非常基本的個人和家庭資料、購物、區域地理、和就業，能與人溝通簡單而例行性的工作，這類工作通常只需要簡單而直接的日常訊息，另外，這個等級的學習者，能夠用粗淺的詞語描述自身背景、以及最貼近自己的環境之中的事物。 |

2021年以前，MUET考试的总分为300分，其中听试和口试的分数各占45分，写作占90分，而阅读理解占了120分。该四个部分的分数相加后所得到的总分，将依据6个级别（Band）的分数范围被归类于当中之一，当中MUET 6级（Band 6）为最高分级，而MUET 1级（Band 1）是最低的。
| 汇总得分  | 分级 | CEFR | 英语使用者能力 | 交际能力                                     | 理解能力                     | 任务表现               |
| --------- | ---- | ---- | -------------- | -------------------------------------------- | ---------------------------- | ---------------------- |
| 260 - 300 | 6    | C2   | 高度熟练       | 很流利；高度适当地使用语言；几乎没有语法错误 | 对语言和语境有很好的理解能力 | 非常高的语言运用能力   |
| 220 - 259 | 5    | C1   | 精通           | 流利；适当使用语言；很少有语法错误           | 良好的语言和语境理解能力     | 良好的语言表达能力     |
| 180 - 219 | 4    | B2   | 满意           | 一般流利；语言的使用适当；一些语法错误       | 对语言和语境理解能力令人满意 | 不错的语言运用能力     |
| 140 - 179 | 3    | B2   | 适度           | 相当流利；一般适当使用语言；许多语法错误     | 对语言和语境有适度的理解能力 | 尚可接受的语言运用能力 |
| 100 - 139 | 2    | B1   | 有限           | 不流利；不恰当的使用语言；非常频繁的语法错误 | 对语言和语境的理解有限       | 语言能力有限           |
| 低于100   | 1    | A2   | 非常有限       | 几乎无法使用该语言进行沟通                   | 对语言和语境的理解非常有限   | 语言能力非常有限       |

### MUET 和 CEFR、IELTS & TOEFL
| MUET      | MUET | CEFR | IELTS   | TOEFL   | 英语水平 |
| 汇总得分  | 分级 | 分级 | 分级    | 分级    | 英语水平 |
| --------- | ---- | ---- | ------- | ------- | -------- |
| 260 - 300 | 6    | C2   | >8.0    | 110-120 | 高级     |
| 220 - 259 | 5    | C1   | 7.0-8.0 | 94-109  | 中高级   |
| 180 - 219 | 4    | B2   | 6.0-6.5 | 60-93   | 中高级   |
| 140 - 179 | 3    | B2   | 5.5     | 46-59   | 下层中介 |
| 100 - 139 | 2    | B1   | 4.0-5.0 | 31-45   | 下层中介 |
| Below 100 | 1    | A2   | <4.0    | <30     | 初级     |

## 成绩
考生可以从各自登记注册的学校/机构领取 MUET 考试成绩单，个人考生则通过国家教育部（JPN）的渠道领取。
MUET成绩以成绩单形式呈现，其中显示：
- 考生姓名、索引号 (考生号）和身份证号码
- 获得测试每个部分的分数（听力、口语、阅读和写作）
- 获得测试所有部分的总分。
- 达到的等级（1级-6级 / 1级-5+级）

MUET成绩有效期如下:
- 2009年之前的有效期至2013年7月18日。
- 2009年起，有效期为自成绩发布之日起5年。

## 大学入学英语要求
申请入读当地高等教育机构攻读第一学位的 STPM、预科或文凭学生必须出示他们已参加 MUET 考试的证据。
| QS 排名 2024 | 大学                               | MUET       | 分级 3                | 分级 4                | 分级 5                | 分级 6  |
| ------------ | ---------------------------------- | ---------- | --------------------- | --------------------- | --------------------- | ------- |
| 65           | 馬來亞大學(UM)                     | 等于 IELTS | 4.5                   | 6.0                   | -                     | -       |
| 137          | 馬來西亞理科大學(USM)              | 等于 IELTS | 4.0                   | -                     | -                     | -       |
| 158          | 馬來西亞博特拉大學(UPM)            | 等于 IELTS | -                     | 6.0                   | -                     | -       |
| 159          | 馬來西亞國立大學(UKM)              | 等于 IELTS | 4.0-4.5               | 5.0-6.0 6.5(MUET 4.5) | 7.0-7.5 8.0(MUET 5.5) | 8.5-9.0 |
| 188          | 馬來西亞工藝大學(UTM)              | 等于 IELTS | -                     | 5.5                   | -                     | -       |
| 300          | 思特雅大學(UCSI)                   | 等于 IELTS | 5.0 5.0(MUET 3.5)     | 6.0                   | -                     | -       |
| 555          | 瑪拉工藝大學(UiTM)                 | 等于 IELTS | 5.0                   | 6.0                   | -                     | -       |
| 621-630      | 拉曼大學(APU)                      | 等于 IELTS | 4.0-4.5 5.0(MUET 3.5) | 5.5-6.0 6.5(MUET 4.5) | -                     | -       |
| 781-790      | 馬來西亞彭亨蘇丹阿都拉大學 (UMPSA) | 等于 IELTS | 5.0-5.5               | 6.0                   | -                     | -       |
| 801-850      | 拉曼大學(UTAR)                     | 等于 IELTS | 5.5                   | 6.0                   | -                     | -       |
| 1001-1200    | 馬來西亞砂拉越大學(UniMAS)         | 等于 IELTS | 4.0-4.5 5.0(MUET 3.5) | 5.5-6.0 6.5(MUET 4.5) | -                     | -       |

## 考试地点和日期
MUET 考试中心主要位于提供中六课程的公立中学、预科学院、某些大学以及某些私立和半私立学院。 
听试、阅读理解和写作三个部分使用全国统一的试卷，通常在同一天内测试，一般上在当月的第二个或第四个周六进行。 
口试为单独测试，通常会在其他三项测试以外的日期进行测试，分为个人口试和小组口试。在小组口试里，一个小组最多有四个考生，通常每个小组会有不同的题目。如果考试中心使用同一张口试试卷进行测试，每个小组将被隔离，直到每个组完成测试。